# Eilicrinia maculata
Eilicrinia maculata är en fjärilsart som beskrevs av Wagner. Eilicrinia maculata ingår i släktet Eilicrinia och familjen mätare. Inga underarter finns listade i Catalogue of Life.